# Jeffersonville (Indiana)
Jeffersonville és una població dels Estats Units a l'estat d'Indiana. Segons el cens del 2008 tenia 38.774 habitants.

## Demografia
Segons el cens del 2000, Jeffersonville tenia 27.362 habitants, 11.643 habitatges, i 7.241 famílies. La densitat de població era de 777,9 habitants/km².
Dels 11.643 habitatges en un 28,8% hi vivien nens de menys de 18 anys, en un 43,3% hi vivien parelles casades, en un 14,8% dones solteres, i en un 37,8% no eren unitats familiars. En el 32,1% dels habitatges hi vivien persones soles el 10,1% de les quals corresponia a persones de 65 anys o més que vivien soles. El nombre mitjà de persones vivint en cada habitatge era de 2,3 i el nombre mitjà de persones que vivien en cada família era de 2,9.
Per edats la població es repartia de la següent manera: un 23,6% tenia menys de 18 anys, un 8,7% entre 18 i 24, un 31,2% entre 25 i 44, un 23,8% de 45 a 60 i un 12,6% 65 anys o més.
L'edat mediana era de 37 anys. Per cada 100 dones de 18 o més anys hi havia 88,6 homes.
La renda mediana per habitatge era de 37.234$ i la renda mediana per família de 45.264$. Els homes tenien una renda mediana de 32.491$ mentre que les dones 24.738$. La renda per capita de la població era de 19.656$. Entorn del 6,9% de les famílies i el 10,1% de la població estaven per davall del llindar de pobresa.

## Poblacions més properes
El següent diagrama mostra les poblacions més properes.